# Frederick Clifton Thomson
Frederick Clifton Thomson (26 de febrero de 1890 – 25 de diciembre de 1928) fue un actor y cowboy de la época del cine mudo, de nacionalidad estadounidense. Fue un rival natural de la estrella Tom Mix antes de su fallecimiento prematuro a los 38 años de edad.

## Inicios
Nacido en Pasadena (California), sus padres eran Clara y Williell Thomson, y él era el tercero de cuatro hermanos. Su padre era pastor presbiteriano.  Su hermano, Samuel Harrison Thomson (1898-?), también estudió en la Universidad de Princeton y ganó el título de atleta más completo de Estados Unidos en 1919.
Estudió en el seminario Teológico de Princeton entre 1910 y 1913, y ganó el título de All-Around Champion otorgado por la Amateur Athletic Union en 1910, 1911 y 1913.
Thomson se casó con su novia del colegio, Gail Jepson, y fue ordenado pastor presbiteriano en septiembre de 1913. Tres años más tarde Gail falleció a causa de una tuberculosis.
Durante la Primera Guerra Mundial Thomson sirvió en el Regimiento de Artillería de Campo n.º 143 (conocido como el Regimiento Mary Pickford) en Arcadia (California), con el cargo de capellán del Ejército de los Estados Unidos. Mientras jugaba al fútbol se rompió una pierna y, encontrándose en el hospital Mary Pickford, visitó a los pacientes del pabellón acompañada de su amiga Frances Marion. Thomson y Marion se enamoraron y acordaron casarse una vez finalizada la contienda.
Su regimiento fue enviado a Francia en agosto de 1918, pero no llegó a entrar en acción antes del armisticio.

## Carrera cinematográfica
Fred y Marion se casaron el 2 de noviembre de 1919 en la Iglesia Memorial Baptist de la ciudad de Nueva York. Inicialmente interesado en la dirección, acabó actuando en uno de los filmes de Marion, Just Around the Corner (1921). La película fue un éxito. Después tuvo un papel coprotagonista en otro título de Pickford, The Love Light (1921), que fue escrito y dirigido por su mujer. En 1923 Thomson protagonizó su propio serial de acción, The Eagle's Talons, en el cual él mismo llevaba a cabo las escenas de peligro. 
Con toda esta actividad, Thomson llegó a ser la segunda estrella más taquillera de 1926 y 1927.

## Fallecimiento
A principios de diciembre de 1928, el actor pisó un clavo mientras trabajaba en sus establos. A consecuencia de ello contrajo un tétanos, mal diagnosticado al principio, que produjo su muerte en Los Ángeles, California, en el día de Navidad de 1928. Tenía dos hijos, Richard Thomson (adoptado) y Frederick Thomson.
Fred Thomson fue enterrado en el Cementerio Forest Lawn Memorial Park, de Glendale (California). Entre los portadores de su féretro estaban Harold Lloyd, Charles Farrell, Douglas Fairbanks, y George W. Hill. Fueron portadores honorarios Buster Keaton y el magnate cinematográfico Joseph M. Schenck.

## Silver King
Silver King era un caballo palomino entrenado por Thomson para actuar con él en sus westerns. Gracias a su adiestramiento era capaz de hacer diferentes movimientos en sus escenas.
Tras fallecer su propietario, Silver King actuó en una serie de westerns de tres rollos para Imperial Studios, e interpretados por Wally Wales.

## Filmografía
Solamente dos de las películas de Fred Thomson sobreviven en la actualidad: The Love Light, protagonizada por Mary Pickford, y Thundering Hoofs. El motivo de la pérdida estriba en que las películas mudas se filmaban con nitrato, un producto altamente inflamable. 
En Thundering Hoofs, efectuando un peligroso salto desde una diligencia en marcha a uno de los caballos del tiro, cayó y sufrió una fractura múltiple de su fémur derecho. Yakima Canutt tuvo que completar la escena. La producción de la película hubo de retrasarse varias semanas, a la espera de la recuperación del actor.
- Just Around the Corner (1921)
- The Love Light (1921)
- Penrod (1922)
- Oath-Bound (1922)
- The Eagle's Talons (1923)
- A Chapter in Her Life (1923)
- The Mask of Lopez (1924)
- North of Nevada (1924)
- Galloping Gallagher (1924)
- The Silent Stranger (1924)
- The Dangerous Coward (1924)
- The Fighting Sap (1924)
- Thundering Hoofs (1924)
- That Devil Quemado (1925)
- The Bandit's Baby (1925)
- The Wild Bull's Lair (1925)
- Ridin' the Wind (1925)
- All Around Frying Pan (1925)
- The Tough Guy (1926)
- Hands Across the Border (1926)
- The Two-Gun Man (1926)
- Lone Hand Saunders (1926)
- A Regular Scout (1926)
- Don Mike (1927)
- Silver Comes Through (1927)
- Arizona Nights (1927)
- Jesse James (1927)
- Pioneer Scout (1928)
- The Sunset Legion (1928)
- Kit Carson (1928)